# Constituição da Turquia
A atual Constituição da República da Turquia, também conhecida como Constituição de 1982, é a lei fundamental da Turquia. É ela que estabelece a organização do governo e os princípios e regras da conduta do estado, além das suas responsabilidades perante os cidadãos. A constituição determina igualmente os direitos e deveres do cidadãos e estabelece os princípios e linhas de orientação para o exercício e delegação da soberania, a qual pertence ao povo turco.
O atual texto constitucional foi ratificado a 7 de novembro de 1982 e substituiu a constituição anterior, de 1961. A última revisão foi referendada a 12 de setembro de 2010 e foi aprovada com 58% de votos.

## História
Desde a sua fundação na década de 1920, o moderno estado turco regeu-se por quatro textos constitucionais. A primeira constituição foi ratificada em 1921 e esteve em vigor até 1924, quando foi substituída. A constituição de 1924 foi substituída em 1961. Por último, durante a vigência da junta militar que se seguiu ao golpe de estado de 1980, a atual constituição for ratificada por referendo popular em 1982.
Desde que foi ratificada, a atual constituição supervisionou muito eventos importantes e mudanças no país, tendo sido modificada muitas vezes para acompanhar as conjunturas global e regional.

## Resumo

### Parte Um: Princípios fundadores
A Constituição afirma que a Turquia é uma república (1.1) secular (2.1) e democrática (2.1) cuja soberania deriva do povo (6.1). A soberania pertence à nação turca, que delega o seu exercício num parlamento unicameral, a Grande Assembleia Nacional.
O artigo 4º declara a inamovibilidade dos princípios fundadores da República definidos nos primeiros três artigos e veda quaisquer propostas para a sua modificação. O preâmbulo também evoca os princípios do nacionalismo, definidos como o "bem-estar material e espiritual da República". A natureza básica da Turquia é laicidade (2), igualdade social (2), igualdade perante a lei (10), a forma de governo republicana (1), e a indivisibilidade da república e da nação turca (3.1).  Deste modo, estabelece um estado-nação unitário baseado nos princípios da democracia secular.
Os objetivos e deveres fundamentais do Estado estão definidos no artigo 5º. A constituição estabelece a separação de poderes entre o poder legislativo (7.1), poder executivo (8.1) e poder judiciário (9.1). A separação de poderes entre o poder legislativo e executivo é ténue, enquanto que entre os poderes legislativo e judicial a separação é muito marcada e respeitada estritamente.

### Parte Dois: Direitos dos indivíduos e grupos
A Parte Dois da constituição é uma espécie de "declaração dos direitos dos cidadãos". O artigo1 12º garante os direitos e deveres fundamentais  e liberdades, os quais estão definidos no seguintes artigos:
- Artigo 17º — Inviolabilidade da privacidade e da entidade material e espiritual do indivíduo (direito à vida)

- Artigo 18º — Proibição do trabalho forçado

- Artigo 19º — Liberdade e segurança pessoal

- Artigo 20º — Direito à privacidade individual

- Artigo 21º — Inviolabilidade do domicílio

- Artigo 22º — Liberdade de comunicação

- Artigo 23º — Liberdade de residência e movimento

- Artigo 24º — Liberdade religiosa e de consciência

- Artigo 25º — Liberdade de pensamento e opinião

- Artigo 26º — Liberdade de expressão e disseminação de pensamentos

- Artigo 27º — Liberdade científica e artística

- Artigo 35º — Direito à propriedade

O artigo 5º estabelece a razão de ser do estado turco, nomeadamente "providenciar as condições requeridas para o desenvolvimento individual  material e espiritual. Muitos dos direitos constitucionais têm a sua base em declarações de direitos, como a Declaração Universal dos Direitos Humanos, que a Turquia foi um dos primeiros países a ratificar em dezembro de 1948.

#### Igualdade dos cidadãos
Além de estabelecer a Turquia como um estado secular, o artigo 10º vai mais longe a respeito da igualdade dos seus cidadãos, proibindo qualquer discriminação com base na «língua, raça, cor, sexo, opinião política, convicções religiosas ou crenças religiosas», garantindo a igualdade perante a lei. Inspirado nos ideais da Revolução Francesa, o artigo 3º afirma que «O Estado Turco, com o seu território e nação, é uma entidade indivisível. A sua língua é o turco». O artigo 66º define a identidade cívica turca: «todo aquele que está ligado ao estado turco através da cidadania é turco».

#### Liberdade de expressão
O artigo 26º estabelece a liberdade de expressão e os artigos 27º e 28º a liberdade de imprensa, enquanto os artigos 33º e 34º afirmam a liberdade de associação e de reunião, respetivamente.

#### Direitos de grupos
As classes são consideradas irrelevantes em termos legais (10). A constituição afirma o direito dos trabalhadores a formar sindicatos «sem obterem permissão» e a «ter o direito de filiação num sindicato e liberdade para cessar de ser membro do mesmo» (51). Os artigo 53º e 54º afirmam, respetivamente, o direito dos trabalhadores de negociarem coletivamente e de fazerem greve.

### Parte Três: Órgãos fundamentais

#### Poder legislativo
O artigo 7º prevê o estabelecimento de um parlamento unicameral como único órgão de expressão da soberania popular. O artigo 6º afirma que a «soberania está completamente e incondicionalmente na nação» e que «a nação turca exercerá a sua soberania através dos órgãos autorizados e prescritos pelos princípios estabelecidos na Constituição». O mesmo artigo também exclui a delegação de soberania «a qualquer indivíduo, grupo ou classe» e afirma que «nenhuma pessoa ou agência exercerá qualquer tipo de autoridade estatal que não emane da Constituição». O artigo 80º afirma o princípio da soberania nacional: «os membros da Grande Assembleia Nacional da Turquia representam não meramente os seus eleitores ou constituintes, mas a nação como um todo».
O capítulo um (artigos 75º a 100º) estabelecem regras para a eleição e funcionamento da Grande Assembleia Nacional como órgão legislativo, bem como as condições de elegibilidade (76), imunidade parlamentar (83) e os procedimentos legislativos gerais a serem seguidos. Segundo os artigos 87º e 88º, tanto o governo como o parlamento podem propor leis, mas apenas o parlamento tem poder para aprovar leis (87) e ratificar tratados da República com outros estados soberanos (90).
O Presidente da República é eleito pelo parlamento e tem um papel em grande parte cerimonial, como Chefe de Estado, «representando a República da Turquia e a unidade da Nação Turca» (104).

#### Poder judiciário
O artigo 9º afirma que «o poder judiciário será exercido por tribunais independentes em nome da Nação Turca». A Parte Quatro estabelece as regras relacionados com o funcionamento dos tribunais e garante total independência (137-140). O poder judiciário obedece à moderna separação de poderes entre as suas instâncias. Está dividido em duas entidades, uma para a justiça administrativa e outra para os restantes assuntos judiciais. O Danıştay (Conselho de Estado) é o a mais alta instância para processos administrativos (155) e o Yargıtay (Supremo Tribunal) é a mais alta instância para os restantes processos (154).
A Secção Dois da Parte Quatro estabelece um Tribunal Constitucional que vela pela conformidade das leis e decretos governamentais com a Constituição e pode ser consultado pelo Presidente da República, o governo, membros do parlamento (150) ou qualquer juiz que se depare com uma situação de possível inconstitucionalidade apontada por um réu ou autor de um processo (152). O Tribunal Constitucional tem o direito de rever leis e decretos tanto a priori como a posteriori e pode invalidar leis inteiras ou decretos e banir a sua aplicação para todos os caso futuros (153).

#### Poder executivo
Segundo o artigo 8º, o poder executivo é investido no Presidente da República e no Conselho de Ministros. O Capítulo Um da Parte Três, Secção Dois (artigos 109-116) estabelece as regras para a confirmação e funcionamento do governo, compreendendo o primeiro-ministro e o Conselho de Ministros (109).
O Capítulo Dois da Parte Três, Secção Quatro organiza o funcionamento da administração central e algumas instituições importantes da República, como as suas universidades (130-132), administração local (127), serviços públicos fundamentais (128) e segurança nacional (117-118). O artigo 123º estipula que «a organização e funções da administração são baseadas nos princípios da centralização e na administração local».

##### Segurança nacional
As Forças Armadas da Turquia (Türk Silahlı Kuvvetleri, TSK) estão subordinadas ao Presidente da República, na qualidade de Comandante Supremo. O Chefe de Estado-Maior-General das Forças Armadas (Türkiye Cumhuriyeti Genelkurmay Başkanlığı) é responsável perante o primeiro-ministro no exercício das suas funções e este último responsável, juntamente com o resto do Conselho de Ministros, perante o parlamento (117).
O Conselho de Segurança Nacional (Millî Güvenlik Kurulu, MGK) é um organismo de aconselhamento, que compreende o Chefe de Estado-Maior-General, os quatro principais comandantes das Forças Armadas, e membros escolhidos do Conselho de Ministros, que tem como objetivo desenvolver a «política do estado de segurança nacional» (118).

### Revisão
O artigo 175º estabelece os procedimentos para a revisão da constituição e suas emendas, seja por referendo, seja por maioria qualificada de 2/3 na Grande Assembleia Nacional. Não é reconhecido o direito de iniciativa popular: só os membros do parlamento podem propor modificações ao texto constitucional.
A última revisão foi aprovada com 58% de votos favoráveis no referendo de 12 de setembro de 2010, simbolicamente o 30º aniversário do golpe de 1980. Segundo os seus proponentes, liderados pelo partido no poder, o AKP do primeiro-ministro Recep Tayyip Erdoğan, a revisão tinha como objetivos remover os aspetos constitucionais apontados pela União Europeia como entraves à adesão da Turquia aquela organização, aliviar o secularismo radical herdado do kemalismo e retirar influência políticas aos militares.

## Críticas
A Constituição de 1982 tem sido criticada por alegadamente limitar a liberdade individual cultural e política por comparação com a anterior constituição de 1961.

### Minorias étnicas e língua
Os críticos reclamam que a constituição nega direitos fundamentais às populações curdas. Pelo Tratado de Lausana que estabeleceu a República Turca, as únicas minorias étnicas legalmente reconhecidas são os gregos, arménios e judeus, que além disso têm alguns privilégios não reconhecidos as outras comunidades étnicas, nomeadamente o uso das respetivas línguas em escolas. Os artigos 3º e 10º (o primeiro de forma implícita e o último explícita) proíbem a divisão da Nação Turca em sub-entidades e a referência nas leis a grupos étnicos como estando separados do resto da Nação Turca, devido à indivisibilidade da nação, segundo o espírito da "turquicidade" baseada na cidadania em vez de baseada na etnicidade mencionado acima. este princípio de indivisibilidade encontra-se igualmente no artigo primeiro da Constituição de França ratificada em 1958.
O artigo 3º determina que a língua oficial da Turquia é o turco. A Comissão Europeia Contra o Racismo e Intolerância do Conselho da Europa (ECRI) opinou no seu terceiro relatório sobre a Turquia, de fevereiro de 2005, que o parlamento deveria rever o artigo 42º da constituição, que proíbe o ensino de qualquer outra língua que não o turco como língua principal nas escolas. Desde 2003, as escolas privadas podem ter aulas em línguas minoritárias, mas os currículos, a nomeação de professores e os critérios para autorização estão sujeitos a grandes restrições. Todos os cursos privados em curdo foram encerrados em 2005 devido a barreiras burocráticas e à relutância dos curdos em «terem que pagar para aprender a sua língua materna».

### Liberdade de expressão
A constituição garante a liberdade de expressão no artigo 26º, mas o artigo 301º do código penal turco determina que «Uma pessoa que denigra publicamente a Nação Turca, a República ou a Grande Assembleia Nacional, será punido com prisão entre seis meses e três anos» e também que «Expressões de pensamentos tendentes com a intenção de criticar não constituem um crime».
O comentário do Prémio Nobel de Literatura de 2006, Orhan Pamuk «Um milhão de arménios e 30 000 curdos foram mortos nestas terras, e ninguém senão eu se atreve a falar disso.» foi considerado por alguns como uma violação do artigo 10º da Constituição e foi-lhe movido um processo judicial em 2005. A queixa contra Pamuk foi feita por um grupo de advogados liderados por Kemal Kerinçsiz, sendo o escritor acusado pelo Ministério Público ao abrigo do artigo 301º do Código Penal turco. Orhan Pamuk foi posteriormente libertado e as acusações anuladas pelo Ministro da Justiça por detalhes técnicos. O mesmo grupo de advogados apresentou queixas com a mesma fundamentação contra outros autores e jornalistas menos conhecidos. Kerinçsiz foi indicado judicialmente em 2008 juntamente com muitos outros no âmbito da investigação da Ergenekon, uma suposta organização golpista de inspiração kemalista que pretendia levar a cabo um golpe de estado para derrubar o primeiro-ministro Recep Tayyip Erdoğan que muitos compararam à Operação Gladio.

### Influência dos militares
A constituição é também criticada por dar considerável influência nos assuntos políticos às forças armadas turcas, que se vêm a si próprias como as guardiãs da natureza secular e unitária da República e das Reformas de Atatürk, por via do Conselho de Segurança Nacional.